# Walther Müller (Chorleiter)
Walther Müller (* 7. November 1884 in St. Gallen; † 18. August 1962 ebenda) war ein Schweizer Kapellmeister und Chorleiter.

## Leben und Werk
Walther Müller studierte von 1904 bis 1910 am Leipziger Konservatorium bei Josef Pembaur, Stephan Krehl, Hans Sitt, Paul Homeyer und Arthur Nikisch und bei Hugo Riemann und Arnold Schering an der Universität. Er promovierte 1910 mit einer Arbeit Johann Adolf Hasse als Kirchenkomponist. Von 1910 bis 1912 wirkte Walther Müller als Kapellmeister an den Stadttheatern Nürnberg und St. Gallen, von 1912 bis 1919 als Musikdirektor und Gesanglehrer der städtischen Schulen in Emden. 1920 wurde er Musikdirektor in Gallen.